# Rode Garde (Rusland)

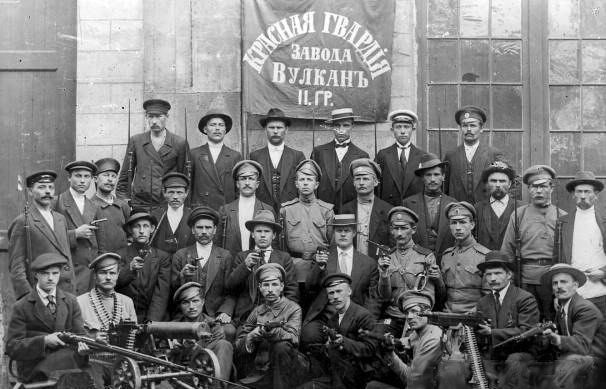
Rode Garde van een fabriek in Petrograd

De Rode Garde (Russisch: Красная гвардия, Krasnaja gvardija) was een verzameling paramilitairistische groepen vrijwilligers die hielpen bij de voorbereiding en uitvoering van de Oktoberrevolutie. Lenin en Trotski bezetten Petrograd met behulp van de Rode Garde. De machteloze regering viel. De groepen bestonden uit fabrieksarbeiders, boeren, kozakken en soldaten uit het Russische Keizerlijke Leger. Ze werden niet centraal aangestuurd. In 1918 gingen de groepen op in het Rode Leger.